# Hope (Alaska)
Pour les articles homonymes, voir Hope.
Hope est une localité (CDP) d'Alaska aux États-Unis, faisant partie du Borough de la péninsule de Kenai. C'est une Census-designated place. Sa population est de 192 personnes en 2010.
Hope est située au nord de la Péninsule Kenai, sur la rive sud du Turnagain Arm. Elle est accessible depuis la Seward Highway par la Hope Highway, à l'embouchure de Resurrection Creek. 
Hope était une ville minière, créée en 1896, le premier filon ayant été découvert en 1888. Dès 1896 la ville comptait 3 000 habitants. Sa Poste a ouvert en 1897. Dès 1940, l'exploitation du minerai décline et Hope perd progressivement sa population. Une partie de la ville a été détruite lors du Séisme de 1964 en Alaska. Seule l'école et quelques commerces locaux donnent des emplois aux résidents, la ville est devenue un site de vacances et de week-end pour les habitants d'Anchorage qui pratiquent la pêche, la randonnée et la recherche en amateur, de métaux. Elle possède quelques hébergements ainsi qu'un petit musée retraçant les activités minières d'autrefois.

## Démographie
| 1920 | 1930 | 1940 | 1950 | 1960 | 1970 |
| ---- | ---- | ---- | ---- | ---- | ---- |
| 44   | 15   | 71   | 63   | 44   | 51   |

| 1980 | 1990 | 2000 | 2010 | - | - |
| ---- | ---- | ---- | ---- | - | - |
| 103  | 161  | 137  | 192  | - | - |

## Sources et références
- CIS

- (en) Cet article est partiellement ou en totalité issu de l’article de Wikipédia en anglais intitulé « Hope, Alaska » (voir la liste des auteurs).

1. ↑  « Statistiques des États-Unis - Alaska - Profils des communautés de 2010 » (consulté en novembre 2020)